# Élections générales britanniques de 1830
Les élections générales britanniques de 1830 se sont déroulées du 29 juillet au 1er septembre 1830. Ces élections sont remportées par le Parti tory du duc de Wellington vainqueur de Waterloo en 1815.